# Грэм, Мэтт
Мэтт Грэм (англ. Matt Graham; род. 23 октября 1994, Норт-Госфорд или Госфорд, Новый Южный Уэльс) — австралийский фристайлист, специализирующийся в могуле, серебряный призёр Олимпийских игр 2018 года, 5-кратный призёр чемпионатов мира, многократный победитель и призёр этапов Кубка мира.

## Карьера
Родился в 1994 году в городе Госфорд рядом с Сиднеем. На лыжи стал в возрасте пяти лет. Впервые на международной арене выступил в пятнадцатилетнем возрасте, дебютировав на этапе кубка мира на котором занял 27-е место.
В 2013 году впервые принял участие на чемпионате мира по фристайлу в норвежском Воссе, занял 4-е место.
Позже в том же году занял 7-е место на предолимпийском тестовом этапе Кубка мира в Сочи.
На Олимпиаде в Сочи в 2014 году Грэм занял седьмое место.
В сезоне 2015/16 годов Кубка мира занял 2-е место в итоговой классификации.
В 2018 году выиграл серебряную награду на Олимпийских играх в Пхёнчхане.

## Результаты на крупнейших соревнованиях

### Зимние Олимпийские игры
| Олимпийские игры | Могул |
| ---------------- | ----- |
| 2014 Coчи        | 7     |
| 2018 Пхёнчхан    | 2     |
| 2022 Пекин       | 29    |

### Чемпионаты мира
| Чемпионат мира     | Могул | Параллельный могул |
| ------------------ | ----- | ------------------ |
| 2013 Восс          | 4     | 38                 |
| 2015 Крайшберг     | 16    | 10                 |
| 2017 Сьерра-Невада | 14    | 10                 |
| 2019 Парк-Сити     | 2     | 9                  |
| 2021 Алма-Ата      | 20    | 2                  |
| 2023 Бакуриани     | 2     | 3                  |

### Победы на этапах Кубка мира (4)
| № | Сезон   | Дата        | Место проведения | Дисциплина         |
| - | ------- | ----------- | ---------------- | ------------------ |
| 1 | 2015/16 | 4 фев 2016  | Дир-Вэлли        | Могул              |
| 2 | 2016/17 | 28 янв 2017 | Калгари          | Могул (2)          |
| 3 | 2020/21 | 13 дек 2020 | Идре Фьелль      | Параллельный могул |
| 4 | 2022/23 | 2 фев 2023  | Дир-Вэлли        | Могул (3)          |